# Nikki Webster
Nikki Webster (Sídney, Nueva Gales del Sur; 30 de abril de 1987) es una cantante australiana muy popular en su país de origen por diversos musicales en los que ha participado y por la publicación de varios singles número uno. Ha obtenido además un Disco de Oro y un Disco de Platino.
En el resto del mundo es conocida principalmente por su participación en los actos de inauguración y de clausura de los Juegos Olímpicos de Sídney 2000.
Su primer anuncio fue cuando ella tenía tan solo 6 años. Nikki fue a la escuela Burwood antes de ir a la universidad de McDonald en Strathfield, donde estudió drama, ballet clásico, teatro musical y canto.
Después de participar en los Juegos Olímpicos, firmó un contrato con BMG para cantar. Su primer sencillo, Strawberry kisses, ganó un disco de platino. Su álbum Follow your heart también fue platino con su segundo sencillo Depend of me.
En 2006, se mudó a trabajar y vivir en Nashville, Tennessee para su nuevo álbum. De igual manera, apareció en un episodio de la serie australiana Thank God You're Here.
- Datos: Q975465